# 三菱スポーツトピックス
三菱スポーツトピックス（みつびしスポーツトピックス）は、MBC南日本放送で毎週月曜日から金曜日に放送されているラジオ番組。

## 概要
MBCの番組担当アナウンサーがラジオパーソナリティを務め、スポーツ選手や競技などに関する内容を紹介するトーク番組。鹿児島三菱自動車販売の一社提供。
2005年（平成17年）7月12日に亡くなった瀬川洋一郎が担当していた、アルファベットのAからZまでを日替わりで取り上げて、それにちなんだ内容を紹介する『三菱ドライブディクショナリー』の後を継いで始まった。2008年（平成20年）2月1日には放送1000回を迎えるにあたり、番組パーソナリティの岡田祐介がブログで感想を語った。
テーマ曲には、ホルスト・ヤンコフスキー（英語: Horst Jankowski）楽団の『A Taste Of Honey（ア・テイスト・オブ・ハニー）』が『三菱ドライブディクショナリー』の頃から使用されている。この曲は、ホルスト・ヤンコフスキーが原曲『蜜の味』にビートをつけて大胆なアレンジで演奏した作品になっている。

## パーソナリティ
- 岩崎全智（2024年4月 - 、4代目
- 松木圭介（2022年4月 - 2024年3月、3代目）
- 下山英哉（2017年10月 - 2022年3月、2代目）
- 岡田祐介（2004年4月 - 2017年9月、初代）